# Aplatophis
Aplatophis – rodzaj ryb promieniopłetwych z podrodziny Ophichthinae w obrębie rodziny żmijakowatych (Ophichthidae).

## Rozmieszczenie geograficzne
Do rodzaju należą gatunki występujące w wodach Oceanie Spokojnym i zachodni Oceanie Atlantyckim.

## Morfologia
Długość ciała do 104 cm; brak danych dotyczących masy ciała.

## Systematyka
Rodzaj zdefiniował w 1956 roku amerykański ichtiolog James Edwin Böhlke w artykule poświęconym opisowi małej kolekcji młodych węgorzy z zachodniego Portoryko, opublikowanym w czasopiśmie Notulae Naturae. Gatunkiem typowym jest (oryginalne oznaczenie (również monotypowe)) A. chauliodus.

### Etymologia
Aplatophis: gr. απλατος aplatos ‘straszny, groźny’; οφις ophis, οφεως opheōs ‘wąż’.

### Podział systematyczny
Do rodzaju należą następujące gatunki:
- Aplatophis chauliodus Böhlke, 1956
- Aplatophis zorro McCosker & Robertson, 2001